# Nitro Records
Nitro Records — незалежний звукозаписний лейбл, заснований Декстером Голландом (засновник і вокаліст The Offspring, Грегом Кріселом (басист The Offspring).
Почав роботу у 1994 році. Лейбл відомий тим, що на ньому стали відомими багато панк-рок-груп, особливо можна відзначити AFI. Також тут випускали свої альбоми класичні панк-рокові групи, такі як The Damned і TSOL.

## Виконавці

### Поточні
- Stormy California

### Колишні
- 30 Foot Fall
- AFI
- The Aquabats
- A Wilhelm Scream
- Bodyjar
- Bullet Train to Vegas
- Crime in Stereo
- The Damned
- Divit
- Don't Look Down
- Enemy You
- Ensign

- Exene Cervenka and the Original Sinners
- Guttermouth
- Hit the Switch
- Jughead's Revenge
- The Letters Organize
- Lost City Angels

- Much the Same
- No Trigger
- The Offspring
- One Hit Wonder
- Rufio
- Sloppy Seconds

- Son of Sam
- The Start
- Stavesacre
- TSOL
- The Turbo s A.C.'
- Up Syndrome
- The Vandals

## Компіляції
- Go Ahead Punk... Make My Day (1996)
- The Thought Remains the Same (1999)
- Punkzilla (2002)